# Lemag.ma
Lemag.ma, anciennement Emarrakech.info et Prana News, est un site web spécialisé dans l'actualité marocaine et maghrébine.